# Obbolaön
Obbolaön es el nombre que recibe una isla fluvial en el país europeo de Suecia, localizada en el río Umer y que posee una superficie estimada en 23,71 kilómetros cuadrados. Administrativamente forma parte del municipio de Umeå en el condado de Västerbotten, al norte del territorio sueco.